# Mucopolysacharidosen
Mucopolysacharidosen  (MPS) zijn progressieve ziekten die behoren tot de groep lysosomale stapelingsziekten.
Mucopolysachariden ontstaan doordat een enzym, dat er voor moet zorgen dat glycosaminoglycanen afgebroken worden, ontbreekt of niet goed functioneert. Daardoor ontstaat een stapeling van deze stoffen, wat schadelijk is voor cellen, weefsels en organen.
Een baby met MPS lijkt meestal gezond en ontwikkelt zich in eerste instantie vaak normaal. Na verloop van tijd (ongeveer 6 maanden tot 6 jaar, mede afhankelijk van welke type MPS) komen de eerste symptomen tot uiting. Deze zijn vaak relatief mild zoals een constante loopneus, terugkerende oor-infecties, urine- en luchtweginfecties en verkoudheid.
Daarna komen er steeds ernstigere symptomen tot uiting. Vaak is er sprake van (beperkende) gewrichts-problemen, verandering van de gelaatstrekken: grove gelaatstrekken, en aantasting van meerdere organen. Vertroebeling van het hoornvlies, een vergrote lever en milt en problemen met hart en vaten komen geregeld voor.
Bij een aantal kinderen ontstaat er een (progressieve) verstandelijke beperking.
Alle vormen van mucopolysacharidose, behalve het syndroom van Hunter, zijn autosomaal recessief overerfbaar, zowel de vader als de moeder zijn drager. Het syndroom van Hunter erft X-gebonden recessief over wat betekent dat alleen de moeder het overdraagt op een zoon.
Er bestaan verschillende typen van MPS die vaak weer onder te verdelen zijn in subtypen. De termen ‘ziekte’ of ‘syndroom’ worden bij al deze typen door elkaar gebruikt.

## Verschillende typen
- MPS I  : syndroom van Hurler, syndroom van Hurler-Scheie en het syndroom van Scheie
- MPS II     : syndroom van Hunter
- MPS III  : syndroom van Sanfilippo A,B,C,D
- MPS IV  : syndroom van Morquio A en B
- MPS VI  : syndroom van Maroteaux- Lamy
- MPS VII : syndroom van Sly